# Amor-planetoïde
De Amor-planetoïden zijn een groep planetoïden die dicht langs de Aarde komen. Ze zijn genoemd naar de eerst ontdekte Amor-planetoïde: (1221) Amor.
De Amor-planetoïden naderen de aardbaan langs buiten maar kruisen deze niet. De meeste Amor-planetoïden kruisen de baan van Mars. De twee manen van Mars, Deimos en Phobos zijn mogelijk Amor-planetoïden die gevangen zijn door de Rode Planeet.
De meest bekende Amor-planetoïde is Eros. Dit is de eerste planetoïde waarvan de baan bekend is. Eros is in 2001 bezocht door de ruimtesonde NEAR Shoemaker.
Op 29 april 2020 is de potentieel gevaarlijke planetoïde (52768) 1998 OR2 de aarde gepasseerd.
Bekende Amor-planetoïden:
| Naam           | Jaar | Ontdekt door           |
| -------------- | ---- | ---------------------- |
| (3908) Nyx     | 1980 | Hans-Emil Schuster     |
| (1221) Amor    | 1932 | Eugène Joseph Delporte |
| (1036) Ganymed | 1924 | Walter Baade           |
| (887) Alinda   | 1918 | Max Wolf               |
| (719) Albert   | 1911 | Johann Palisa          |
| (433) Eros     | 1898 | Gustav Witt            |